# 特雷琴塔
特雷琴塔是意大利威尼托大区罗维戈省的一个镇，面积35.1平方公里，人口3,098人（2004年）。